# Kirsty Balfour
Kirsty Balfour (* 21. Februar 1984 in Edinburgh) ist eine schottische Schwimmerin. Ihre Hauptstrecke ist das Brustschwimmen. Balfour lebt und trainiert in Edinburgh.
Nach ihrer Teilnahme an den Olympischen Spielen in Peking gab sie im November 2008 das Ende ihrer aktiven Laufbahn bekannt. Zeitgleich heiratete sie ihren Lebensgefährten David Kettles.
Ihr Vater Scott Balfour wurde im Jahr 2004 beim Ironman in der Altersklasse 55 bis 60 Jahre Triathlon-Weltmeister.

## Erfolge
- sieben Titel bei den Britischen Meisterschaften (50/100/200 Meter Brust) seit 2002
- Vierte der Kurzbahneuropameisterschaften 2003 über 200 Meter Brust
- Teilnahme an den Olympischen Spielen 2004 in Athen (Rang 10 über 200 Meter Brust)
- Zweite über 200 Meter Brust bei den Commonwealth Games 2006 in Melbourne, Dritte über 100 Meter Brust
- Europameisterin 2006 in Budapest über 200 Meter Brust und mit der 4-mal-100-Meter-Lagenstaffel, Zweite über 100 Meter Brust
- Teilnahme an den Olympischen Spielen 2004 in Peking (Halbfinalteilnahme über 100 Meter Brust)